# Parancistrocerus inornatus
Parancistrocerus inornatus är en stekelart som först beskrevs av Edoardo Zavattari 1912.
Parancistrocerus inornatus ingår i släktet Parancistrocerus och familjen Eumenidae. Inga underarter finns listade i Catalogue of Life.